# Artikel 2 des Grundgesetzes für die Bundesrepublik Deutschland
Der Artikel 2 des Grundgesetzes für die Bundesrepublik Deutschland gehört zum ersten Abschnitt (Grundrechte). Dieser garantiert das Recht auf freie Entfaltung der Persönlichkeit, auf Leben, auf körperliche Unversehrtheit und schützt die Freiheit der Person.

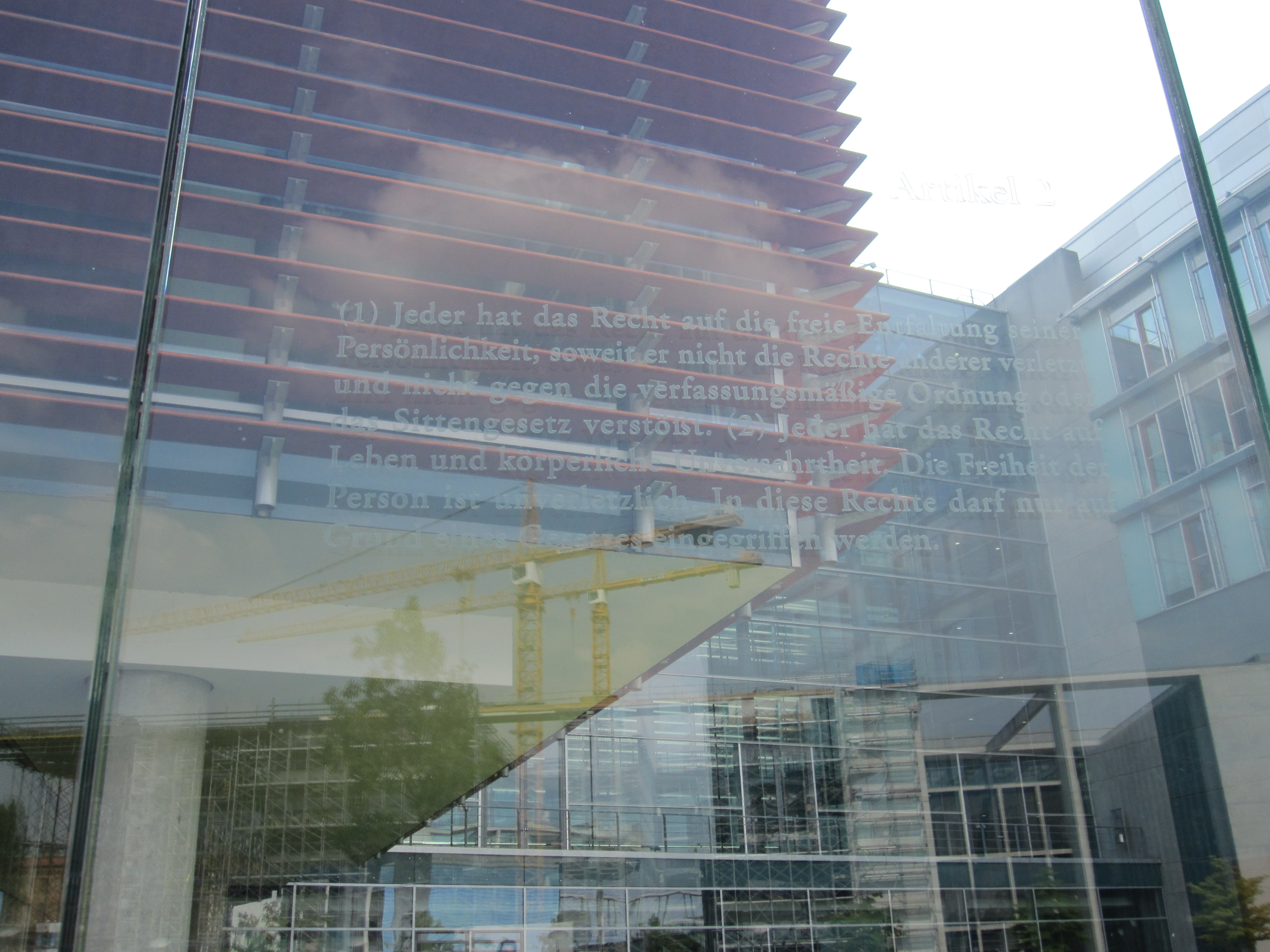
Artikel 2 des Grundgesetzes – eine Arbeit von Dani Karavan an den Glasscheiben zur Spreeseite beim Jakob-Kaiser-Haus des Bundestages in Berlin

## Erläuterung

### Absatz 1
Das Freiheitsgrundrecht garantiert die Handlungsfreiheit und in Verbindung mit Art. 1 GG das allgemeine Persönlichkeitsrecht. Erfasst wird nach der inzwischen völlig herrschenden weiten Auffassung von der allgemeinen Handlungsfreiheit „jede Form menschlichen Handelns ohne Rücksicht darauf, welches Gewicht der Betätigung für die Persönlichkeitsentfaltung zukommt“. Die allgemeine Handlungsfreiheit umfasst neben jeglichen auch banalen Verhaltensweisen auch Verdichtungen in Form der sogenannten Innominatsfreiheitsrechte: zum Beispiel die Vertragsfreiheit, die Auswanderungsfreiheit oder den Schutz vor kompetenzwidrigen oder sonst rechtswidrigen Abgaben und Steuern. Das allgemeine Persönlichkeitsrecht umfasst zum Beispiel den Schutz der persönlichen Ehre und das Recht am eigenen Wort und Bild oder die Darstellung der eigenen Person, zum Beispiel in einem Zeitungsartikel. In allen diesen Bereichen hat jeder die Möglichkeit mitzubestimmen, wie weit Informationen über ihn an die Öffentlichkeit gehen dürfen.
Eine Einschränkung erfahren diese Grundrechte durch die Rechte anderer, das Sittengesetz und die verfassungsmäßige Ordnung (Schrankentrias). Unter verfassungsmäßiger Ordnung versteht man „alle Rechtsnormen […], die formell und materiell mit der Verfassung in Einklang stehen“. Der Begriff Sittengesetz ist kein Gesetz im klassischen Sinne, sondern umfasst Regelungen, die der jeweiligen Moral- und Wertvorstellung entsprechen. Teilweise wird den Rechten anderer und dem Sittengesetz schon eine eigenständige Bedeutung abgesprochen, da sie als Teil der verfassungsmäßigen Ordnung schon positiv rechtlich geregelt seien.

### Absatz 2
Der Absatz ergänzt und konkretisiert die unverletzlichen Rechte aus Art. 1 GG, die zu achten und zu schützen Verpflichtung aller staatlichen Gewalt ist. Das Recht auf Leben schützt den Grundrechtsträger gegen Verletzungen seines Lebens durch den Staat sowie durch Dritte und verpflichtet den Staat, Eingriffe nicht nur zu unterlassen, sondern aktiv zum Schutz gegen solche tätig zu werden. Das Bundesverfassungsgericht entschied in zwei Urteilen darüber hinaus, dass sich aus Art. 1 und 2 GG eine Schutzpflicht des Staates für das ungeborene Leben ableitet (siehe Schwangerschaftsabbruch).
Das Recht auf körperliche Unversehrtheit schützt die Gesundheit des Menschen im Allgemeinen und im Speziellen unter anderem vor Folter, Körperstrafen, Menschenversuche, Zwangskastration, Zwangssterilisation und Körperverletzung. Die Freiheit der Person umfasst das Recht sich innerhalb von Deutschland frei bewegen sowie das Land verlassen zu dürfen. Der Eingriff in diese Rechte muss auf gesetzlicher Grundlage erfolgen. Das Recht auf körperliche Unversehrtheit wird bspw. durch § 20 Abs. 6 Infektionsschutzgesetz eingeschränkt, die Einschränkung der Freiheit der Person wird bspw. im Strafgesetzbuch, der Strafprozessordnung und dem Strafvollzugsgesetz geregelt.

## Anwendung in der Rechtsprechung
Die Grundrechte des Art. 2 GG gehören zu den Rechten, die häufig in der Rechtsgeschichte der Bundesrepublik Deutschland Gegenstand von Verhandlungen vor dem Bundesverfassungsgericht (BVerfG) waren.

### Allgemeines Persönlichkeitsrecht
Besonders das Persönlichkeitsrecht sogenannter „Personen des öffentlichen Lebens“ kollidiert häufig mit dem in Art. 5 GG garantierten Recht auf Information bzw. der Pressefreiheit. Eine besondere juristische Bedeutung bekam der Prozess vor dem Bundesverfassungsgericht von Prinzessin Caroline von Monaco gegen den Burda Verlag. Bis zu einer Verurteilung der Bundesrepublik Deutschland durch den Europäischen Gerichtshof für Menschenrechte im Jahre 2004 galt dieses Urteil als richtungsweisend, da es das Recht aus Art. 2 GG und das Recht aus Art. 5 GG definiert hat. Hierbei ging es um die Veröffentlichung von Bildern aus dem Privatleben. Diese Grundsätze wurden allerdings durch den Europäischen Gerichtshof für Menschenrechte (EGMR) durch die sogenannten Caroline-Urteile modifiziert.

### Recht auf Leben
Zu einer Kontroverse um das Recht auf Leben und körperliche Unversehrtheit kam es infolge der Terroranschläge am 11. September 2001. Gegenstand der Diskussion war die Frage, ob ein Passagierflugzeug, das von Terroristen mit dem Ziel, ein Gebäude zu zerstören, entführt wurde, präventiv abgeschossen werden dürfe. Hierbei stand nicht die Frage im Vordergrund, ob die Terroristen zwecks Vereitelung eines Anschlags getötet werden dürfen (wie z. B. bei der Diskussion um den finalen Rettungsschuss), sondern die Frage nach den Rechten der Passagiere, die durch die Entführung ihrer Freiheit beraubt, aber (noch) nicht durch den eigentlichen Anschlag getötet wurden. Der damalige Verteidigungsminister Jung berief sich bei der Befürwortung eines solchen Abschusses auf einen „übergesetzlichen Notstand“, der Art. 2 Abs. 2 GG aufgrund eines nicht durch das Gesetz geregelten Notstands faktisch außer Kraft setzen würde. Dieser Argumentation wurde entgegengesetzt, dass den Passagieren das Recht auf Leben bis zu ihrem Tode nicht genommen werden könne, zumal den betroffenen Personen auch die Möglichkeit eigenen Handelns im Sinne Art. 2 Abs. 1 GG genommen würde. Vor allem die Ereignisse im sogenannten 4. Flugzeug, das die Passagiere durch ihre Handlungen vor Vollendung des Terroranschlages zum Absturz gebracht hatten, wurden als Argument einer unabwendbaren Entscheidung zum Wohle Dritter entgegengesetzt. Eine wirksame gesetzliche Regelung wurde bis heute (Stand 2021) nicht getroffen. Das Luftsicherheitsgesetz wurde zunächst zwar angepasst, um die Möglichkeit eines Abschusses durch die Bundeswehr zu ermöglichen (§ 14 Abs. 3 LuftSiG), allerdings ist dieses Gesetz 2005 schon aus formell-verfassungsrechtlichen Gründen vom Bundesverfassungsgericht für nichtig erklärt worden, da der bewaffnete Einsatz der Bundeswehr im Inneren durch Art. 35 Abs. 2 Satz 2 und Abs. 3 Satz 1 GG nicht gedeckt sei. Mit Urteil vom 15. Februar 2006 wurde der Abschuss von Luftfahrzeugen auch materiell für verfassungswidrig erklärt, als dadurch unbeteiligte Menschen an Bord des Luftfahrzeugs betroffen werden. Dies verstoße gegen das Recht auf Leben (nach Art. 2 Abs. 2 Satz 1 GG) in Verbindung mit der Menschenwürdegarantie (nach Art. 1 Abs. 1 GG).